# Amadou Kader
Amadou Kader (né le 3 avril 1989) est un joueur de football professionnel nigérien évoluant au poste de défenseur central au Cotonsport Garoua.